# 雷氏尖嘴麗魚
雷氏尖嘴麗魚，為輻鰭魚綱鱸形目隆頭魚亞目慈鯛科的其中一種。

## 分布
本魚分布非洲坦干伊喀湖。

## 特徵
本魚呈長圓筒型，有四至五道深色條紋覆蓋臉部且橫貫全身，但尾巴上沒有條紋。背鰭具有金黃色的基底，胸鰭鮮黃色，臀鰭有金色亮斑點。體長可達13公分。

## 生態
本魚棲息在湖泊的岩石區，屬雜食性，性情溫和，以一尾雄魚配數尾雌魚，雌魚將卵產在岩石上。

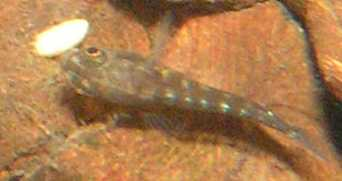
雌性雷氏尖嘴麗魚和魚卵

## 經濟利用
為觀賞性魚類。